# ۱۰۱۲ (خورشیدی)
۱۰۱۲ هزار و دوازدهمین سال هجری خورشیدی است.

## درگذشتگان
- اسکندر بیگ ترکمان، (زاده: ۹۴۰)، مورخ دوره صفویه و نویسنده کتاب عالم آرای عباسی